# Czartoryski család

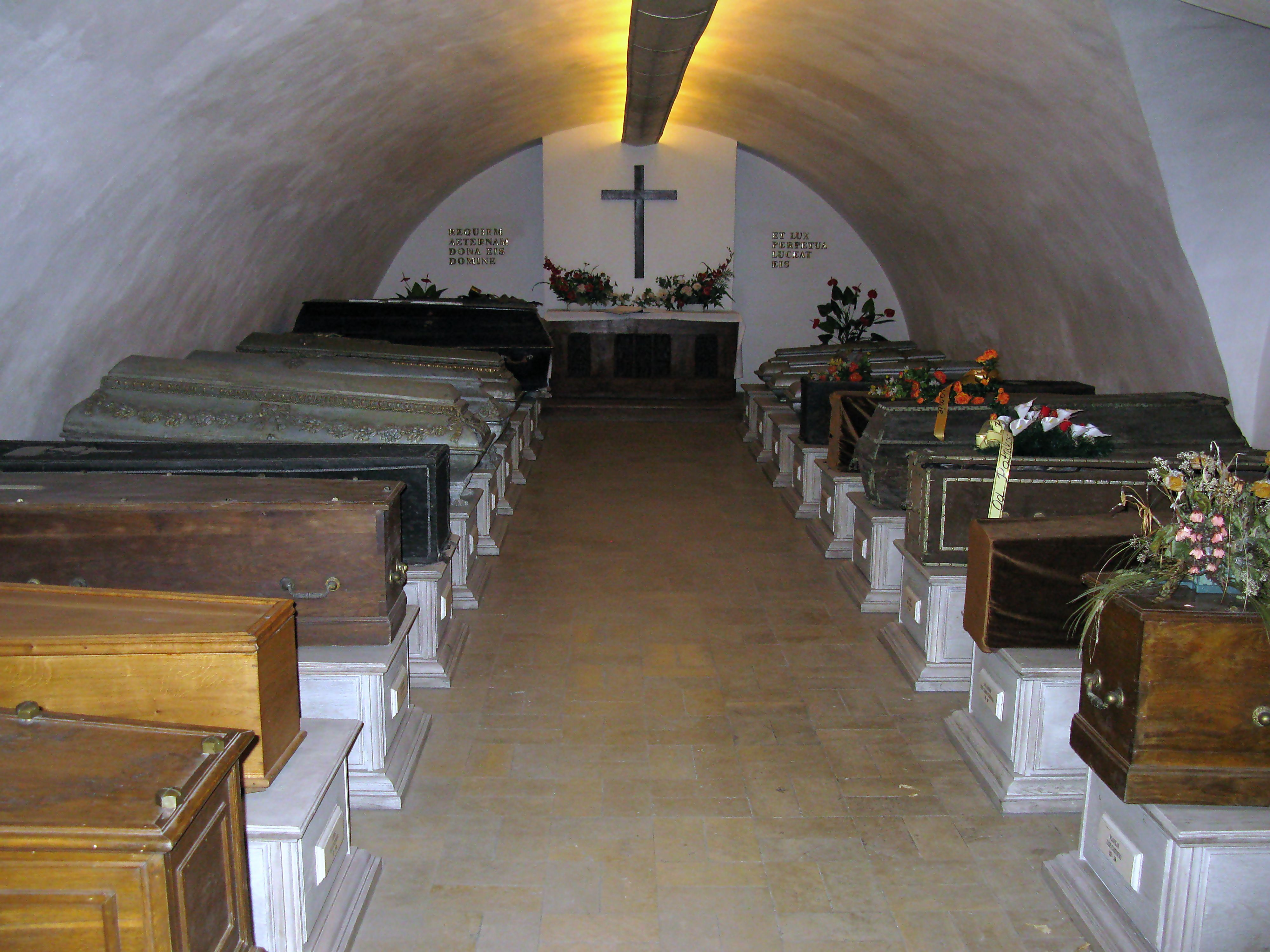
A Czartoryski családi sírbolt Sieniawaban

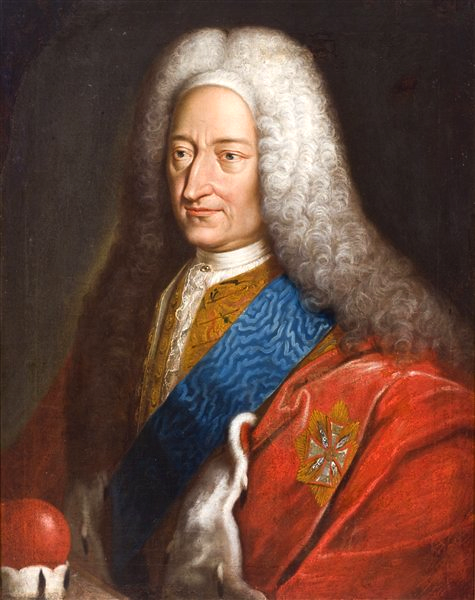
Kazimierz Czartoryski, a Familia megalapítója

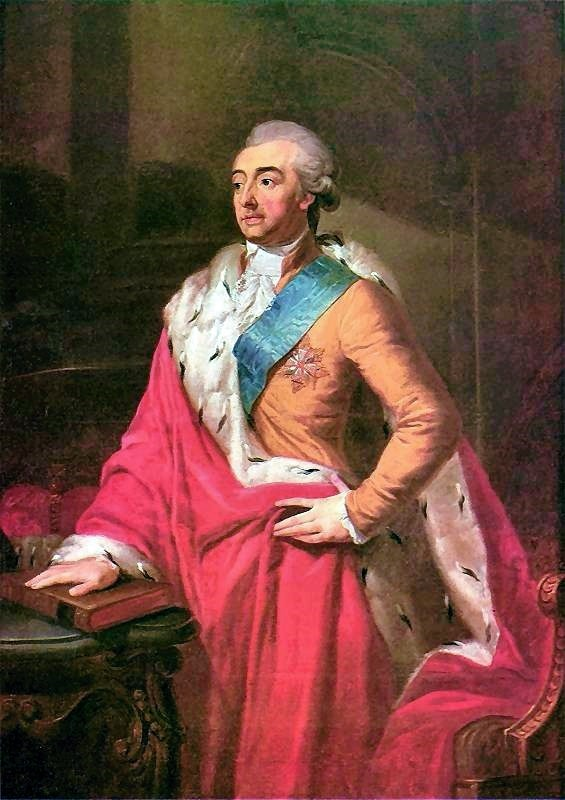
Józef Peszka: Adam Kazimierz Czartoryski (1791)

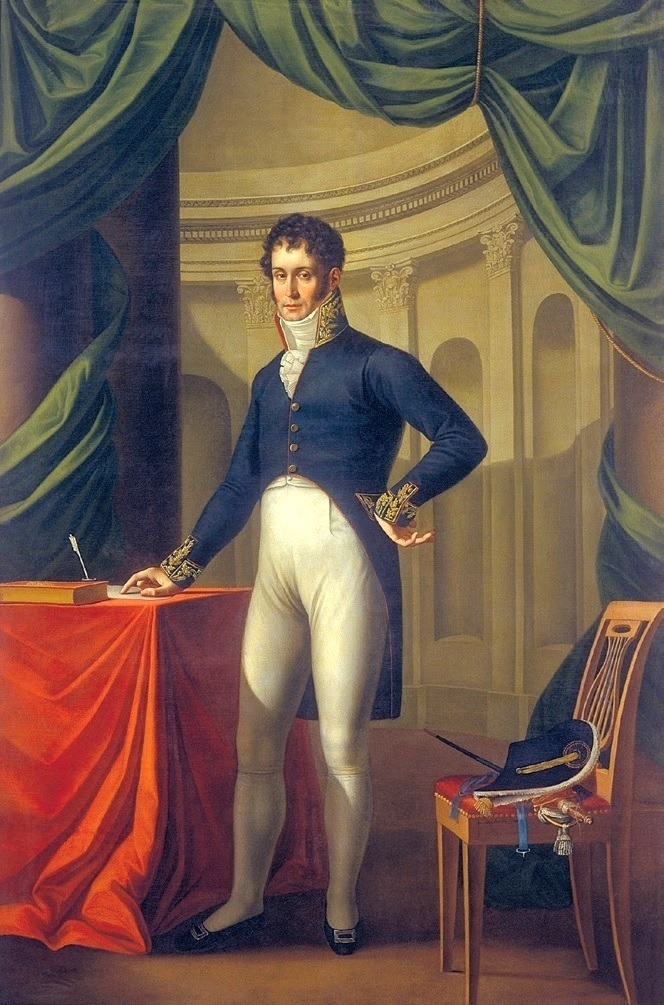
Józef Oleszkiewicz: Adam Jerzy Czartoryski (1810)

A Czartoryski család (nőnemben: Czartoryska, többes számban: Czartoryscy, ukránul: Чарторийські vagy Чорторийські, litvánul: Čartoriskiai, magyarul ritkán: Csartoriszki vagy Czartorinszky) régi és befolyásos lengyel hercegi család. Az általuk alapított és vezetett politikai párt után Familiának is gyakran nevezték őket.
Fénykoruk a 18-19. századra esett. Fontos szerepet játszottak az egyedülállóan gazdag lengyel felvilágosodás kiteljesedése, a gazdasági reform, az államhatalom központosítása, a kormányzat és a hadsereg megerősítése terén, továbbá az 1791. évi május 3-i alkotmány megalkotásában, valamint a lengyel függetlenségért vívott harcokban. A Lengyelország három felosztása utáni századfordulón részt vállaltak az újjáépítésben, majd a novemberi felkelés (1830–1831), ennek bukása után pedig a nagy emigráció politikai vezetésében. Hatással voltak az európai politikára is többek között az 1848-1849-es szabadságharc vagy a krími háború idején.
Magyar tulajdonnal és magyar hercegi címmel is rendelkeztek. Mind a politikájukban, mind a magánéletükben szerepe volt a magyarbarátságnak.

## Története

### A kezdetektől a 18. sz. végéig
A Czartoryski családnév a 15. század első felében keletkezett oklevelekben jelent meg először. A volinyi Czartorysk faluról nyerték a nevüket, ami a Sztir folyó közelében fekszik. Itt kaptak kiterjedt birtokokat az ősök és építették fel első központjukat, a Czartoryski várat. A család Gediminas litván nagyfejedelemtől és II. Ulászló lengyel királytól származott. Két fő ága volt. A novgorodi főág kihalt a 16. században. Az ifjabbik főágból a Korzec- (Korc-) ág 1810-ben halt ki Józef Klemens herceg halálával, a Żukow- (Klevanyi-) ág viszont napjainkig létezik.
Kezdetben görög-ortodox vallásúak voltak. Hatalmuk a 16. században teljesedett ki, amikor áttértek a római katolikus vallásra. 1623-ban római szent birodalmi hercegi rangot kapva a német fejedelmek rangjára emelkedtek. 1788-ban magyar mágnási méltóságot, majd 1805-ben magyar honfiúsítást (indeginátust) nyertek, így a magyar országgyűlés főrendiházának is az örökös tagjai lettek. Érdemeikre tekintettel a honfiúsítás nem díj ellenében történt.
A család királyi ambícióit Kazimierz Czartoryski (1674-1741) ébresztette fel, aki négy gyermekével, Michał, August, Teodor és Konstancja Czartoryskival megalapította a Familia politikai frakciót. Mozgalmuk Michał és August vezetésével vált igazán elismertté és erőssé II. Ágost lengyel király (1697-1706 és 1709-1733), valamint I. Szaniszló (1704-1709 és 1733-1736) uralkodásának az idején. A testvérek befolyásának csúcspontja III. Ágost (1734-1763) uralkodására esett. Erős szövetségesük volt sógoruk, Stanisław Poniatowski is, akinek fia II. Szaniszló Ágost (1764-1795) néven uralkodott. A Familia által követelt reformok egy részét az 1764. évi konvokációs szejm elfogadta.

### A 19. században
1801-ben Izabela Czartoryska irányításával Puławyban felépítették a Szibüllák templomát, Lengyelország és egyben Közép-Európa első múzeumát. Ez lett az alapja a krakkói Czartoryski Múzeumnak. A gyűjtemény a 13-18. századi európai festészet alkotásait tartalmazza, többek között Leonardo da Vinci Hölgy hermelinnel című képét. Gyűjtötték az ókori művészet, az európai és az iszlám kézművesség darabjait is.
Az 1831-es felkelés egyik vezetője Izabela fia, Adam Jerzy Czartoryski volt. A felkelés leverése után Párizsba, a Hôtel Lambert épületbe költözött, és idemenekítette a múzeum kincseit is. Az emigráció liberális konzervatív politikai szárnyának a vezetője lett és számos emigránsnak, köztük Frédéric Chopinnek nyújtott támogatást. Chopin egyik kimagasló tehetségű tanítványa, szellemi örököse Marcelina Czartoryska hercegnő volt, aki a Radziwiłł hercegi családba született, és házasság révén lett a Czartoryski família tagja.
A múzeumot 1876-ban az emigrációban élő Władisław Czartoryski, Izabela unokája Párizsból Krakkóba telepítette. 1870-ben a Magyar Tudományos Akadémiának ajándékozta a Rákóczi-szabadságharc egyik alapvető dokumentumát, a szécsényi konföderáció oklevelét. Ezekben az években a Magyar Tudományos Akadémiánál nagy összegű pályadíjat is kiírt azoknak, akik a lengyel-magyar jogtörténetet kutatták.

### A 20. századtól napjainkig
A család elmagyarosodott ágának feje Czartoryski Zsigmond bőrgyógyász volt, aki székely származású feleségével, Czartoryski Zsigmondné Lázár Máriával hétköznapi körülmények között, polgári módon élt. 1906-ban családi vállalkozást alapítottak Budapesten, mely szépészeti, masszás- és egészségügyi szalonból, valamint laboratóriumból állt. 1923-ban az ugyancsak bőrgyógyász végzettségű fiúkat is bevették az üzletmenetbe. 1916-ban Czartoryski Zsigmond volt a Budapesti Lengyel Egylet elnöke és a Budapesti Munkásegylet díszelnöke. Vagyonának jelentős részét költötte a magyarországi lengyelek jólétére. Négy gyermeket neveltek: dr. Czartoryski Jenő, Czartoryski Magdaléna Serbán Ivánné, Czartoryski Mária – aki édesanyja nevét használva Lázár Mária néven a 20. század magyar színészlegendája lett – és Kozma Ilona.
A második világháború előtt Olgierd Czartoryski herceg, a pozeni Lengyel-Magyar Egyesület elnöke volt. Többször járt Magyarországon, így a Báthory-Sobieski ünnepségek idején 1933-ban, amikor August Hlond lengyel prímással felavatták az esztergomi Sobieski-emlékművet.
Napjainkban Adam Jerzy leszármazói, Adam Karol Czartoryski herceg és lánya, Tamara Spanyolországban, illetve az Egyesült Királyságban élnek. 2016-ban Adam Karol titkos tárgyalások után jelképes összegért eladta a Czartoryski Múzeumot a lengyel államnak. Célja az volt, hogy teljesüljön ősei álma, a gyűjtemény a lengyel nemzet tulajdona legyen. Az adásvétel után Tamara és apja között megromlott a viszony.
Adam Konstanty herceg leszármazói Lengyelországban élnek és a Lengyel Nemesi Szövetség (Związek Szlachty Polskiej) tagjai.

## Fontosabb személyek
- Michał Fryderyk Czartoryski (1696-1775) litván nagykancellár. A Potocki család és a Radziwiłłek ellen harcolva II. Ágost lengyel király uralkodásának végén, 1733 körül rokonaival megalakította a Familia nevű reformpárti politikai frakciót, mely az oroszoktól kért támogatást, elősegítve ezzel Lengyelország első, 1772. évi felosztását.
- Adam Kazimierz Czartoryski (1734-1823) politikus, államférfi, drámaíró és mecénás. A lengyel trón várományosa volt, azonban III. Ágoston halála után II. Katalin cárnő szeretőjét, Poniatowskit választották királynak. Vezetője volt a lengyel felvilágosodás két központi intézményének, 1765-től a Kadét Iskolának (Szkoła Rycerska) és 1773-tól a Nemzeti Nevelésügyi Bizottságnak (Komisja Edukacji Narodowej).[7] 1772-től osztrák katonai szolgálatot teljesített tábornoki beosztásban. Puwałyban palotát épített feleségével, Izabelaval, a palota a lengyel felvilágosodás egyik szellemi központjává vált. Számos nyelven beszélt, köztük magyarul.[8] Barátja volt a poliglott Reviczky Károly, aki a perzsa nyelvre és kultúrára irányította a figyelmét. 1785-ben magyar birtokot szerzett. Bélapátfalván háza volt, ahol a Hallerekkel, Erdődykkel és más magyarokkal ápolt baráti kapcsolatokat. Az 1788-1792 között ülésező nagy szejm tagjaként a szász választó fejedelmet igyekezett rávenni, hogy foglalja el a lengyel trónt. Számos jelentős polgári jogszabály, köztük a Május 3-i alkotmány megalkotásában vett részt. Jan Matejko lengyel festő az 1791. május 3-i alkotmány című festményén ő az egyik központi alak. Miután magyarrá lett, 1808-ban adománnyal támogatta a Ludovika Akadémia építését.[9]
- Izabela Czartoryska (1743-1835) hercegnő, mecénás, kertészeti szakíró és novellista, Adam Kazimierz Czartoryski felesége. A reformerők oldalán részt vett a Hazafias Párt munkájában, a Puławyban álló kastélyuk felépítésében és többszöri újjáépítésében, s megalapítója volt az első lengyel múzeumnak. Irodalmi munkájában szorgalmazta a parasztság kulturális felemelését.[7]
- Adam Jerzy Czartoryski (1770-1861) politikus, államférfi, mecénás, Izabela és Adam Kazimierz Czartoryski idősebb fia. Részt vett a Kosciuszko-felkelésben, majd túszként Oroszországba vitték, ahol hamarosan külügyminiszteri kinevezést kapott. 1807-ben visszavonult, 1812-ben azonban a cár mellé állt, holott apja és öccse Napóleon-pártiak voltak. Az 1830-1831-es felkelés idején az ideiglenes kormánynak és a nemzeti tanács tagja, később a szenátus elnöke, végül az első országos kormány elnöke lett. Vagyonának csak nem felét a lengyel függetlenségi harcokra áldozta. A felkelés bukása után az orosz kormány száműzte, és az orosz partícióban fekvő birtokait elkobozta. Párizsban telepedett le, ahol az emigráció liberális konzervatív szárnyának, a lakhelyéről Hôtel Lambertnek nevezett pártnak a vezetője lett. 1856-ban visszautasította az orosz amnesztiát. Aktívan részt vett olyan európai eseményekben, mint az 1848-1849-es szabadságharc lengyel támogatása, illetve a krími háború. Politikájának alapja a szláv-magyar és a román-magyar megbékélés volt, és ez által egy erős, lengyel vezetésű közép-európai állam megteremtése. Ennek érdekében Teleki Lászlóval és Kossuth Lajossal is kapcsolatban állt.[10]
- Władysław Czartoryski (1828-1894) politikus, mecénás, a krakkói Czartoryski Múzeum megalapítója. Részt vett a magyar főrendiház munkájában, az MTA-nál létrehozott tudományos alapítványa pedig még 1925-ben is működött.[11]
- Boldog August Czartoryski (1858-1893) Władisław Czartoryski fia, szalézi rendi szerzetes. II. János Pál pápa 2004-ben boldoggá avatta.
- Lázár Mária (eredeti neve: Czartoryski Mária, 1895-1983) színésznő. A család elmagyarosodott ágának a tagja volt.

## Várak és kastélyok

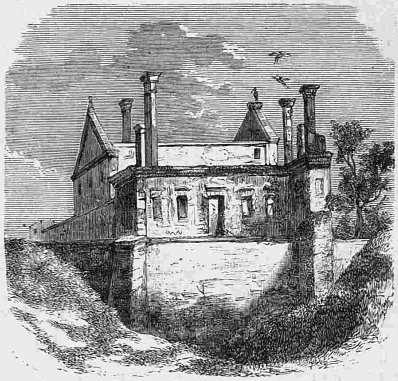
A Czartoryski vár romjai
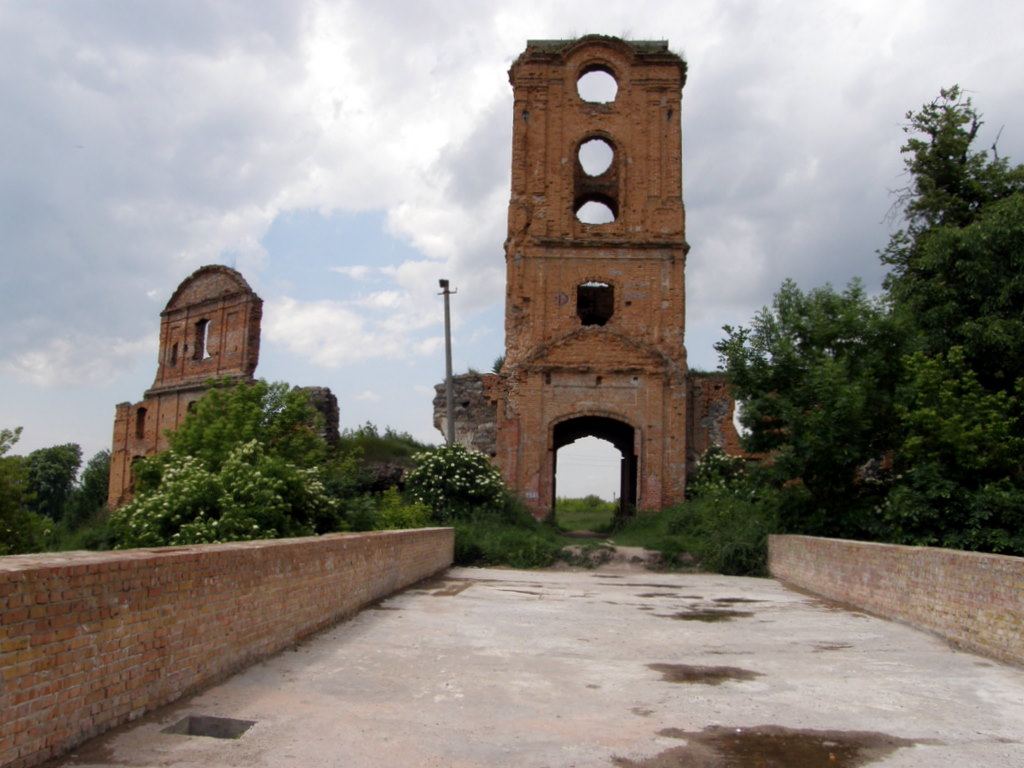
Korc várának romjai
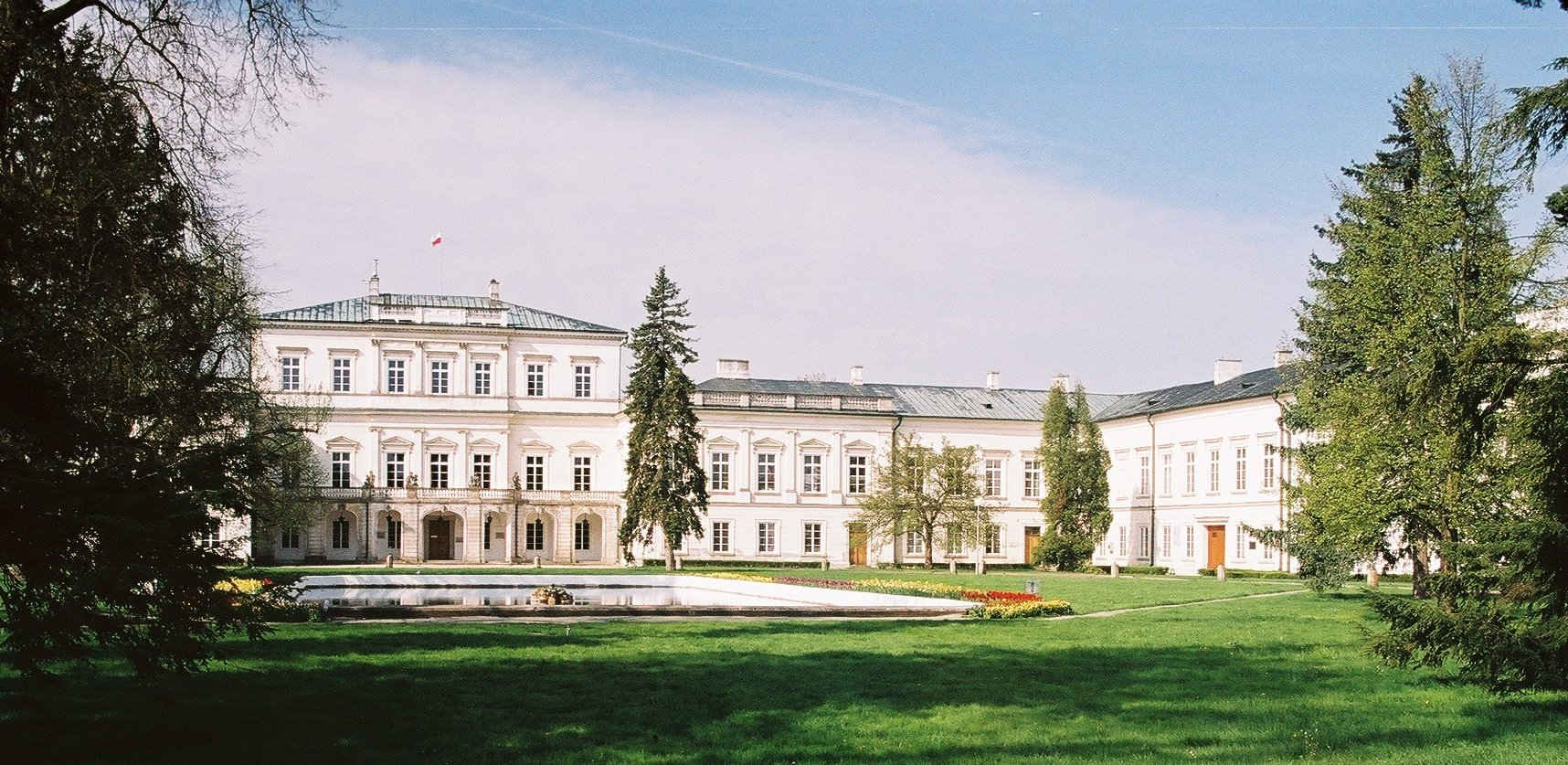
Czartoryski palota (Puławy)
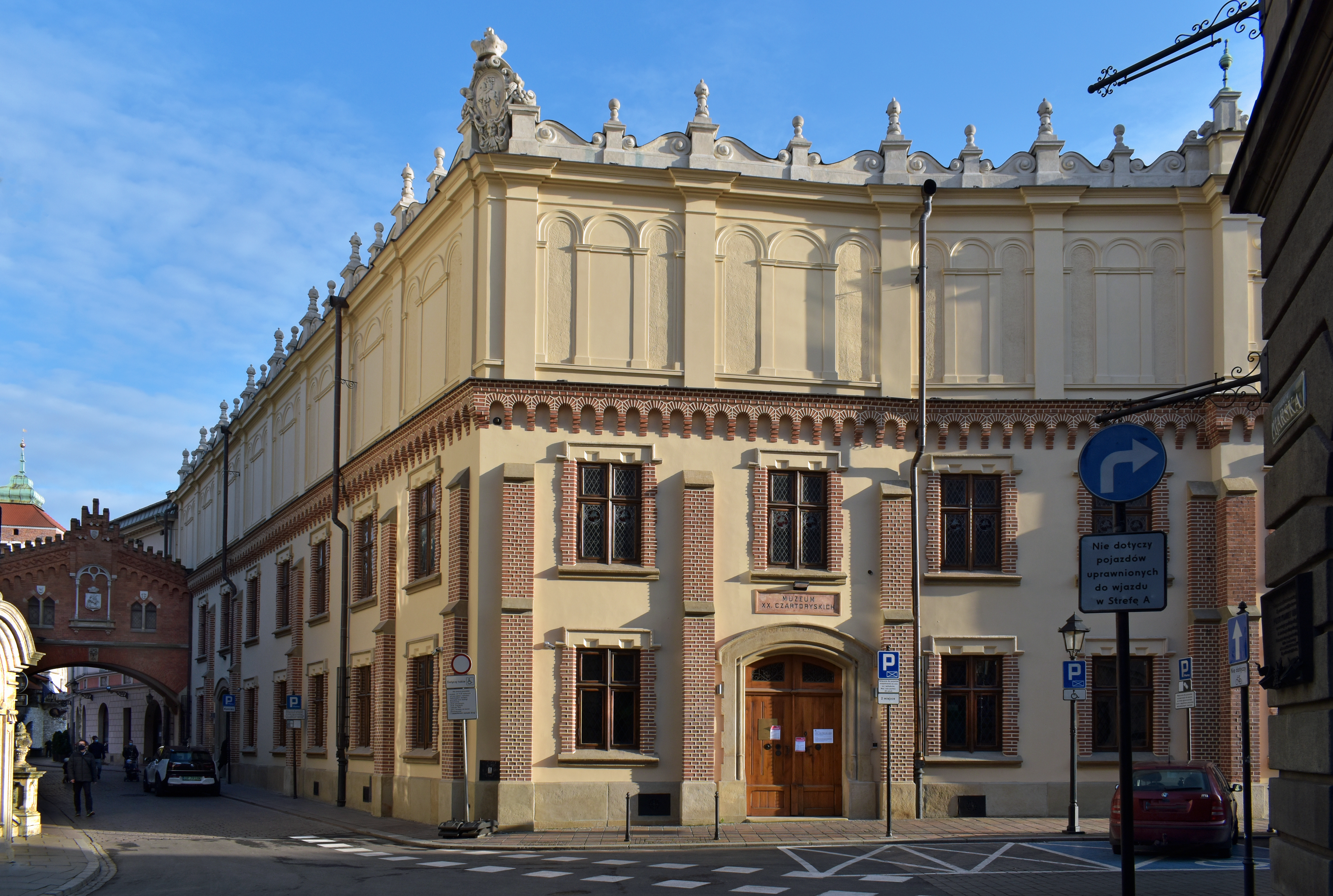
Czartoryski Múzeum (Krakkó)
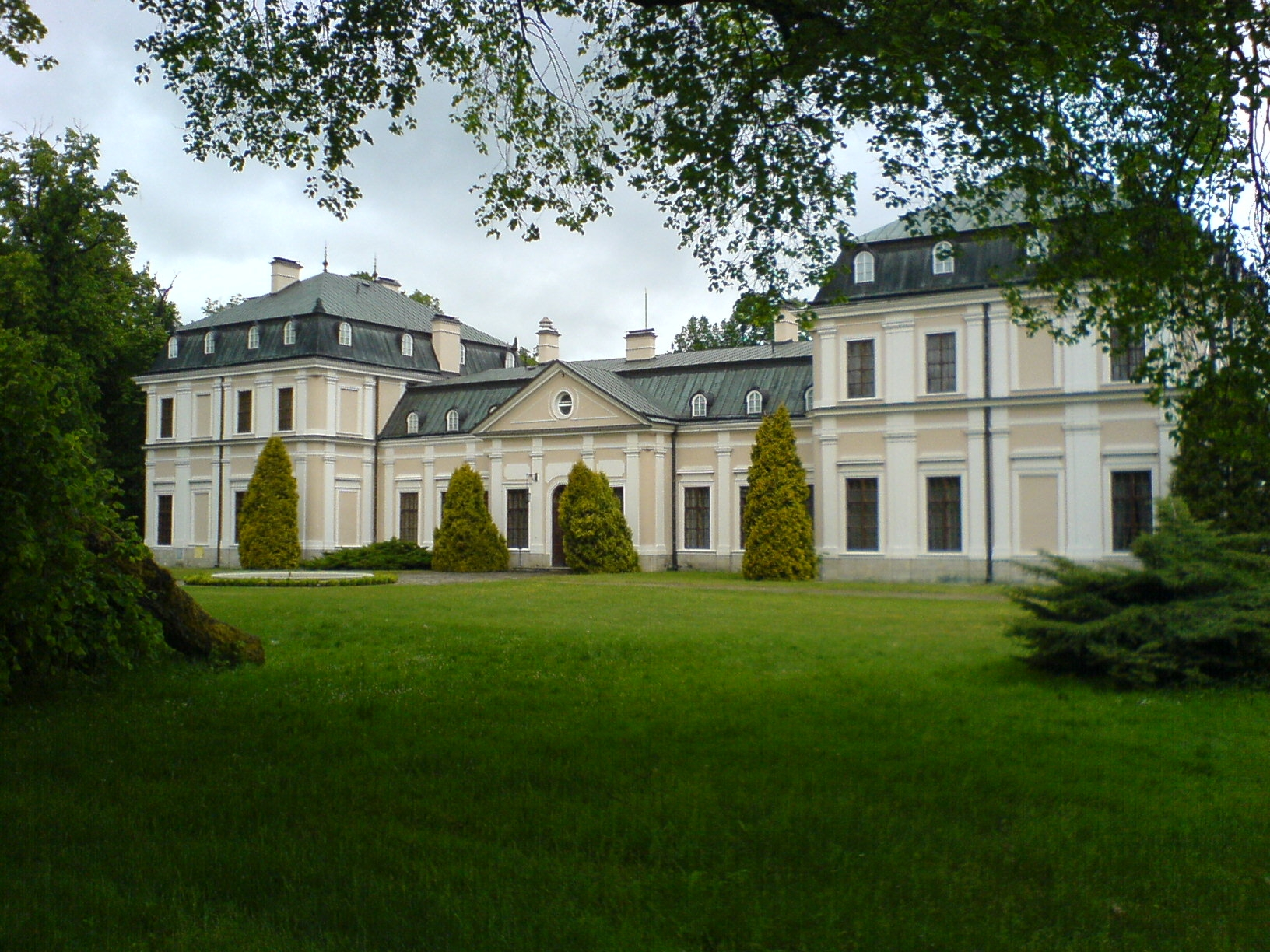
Czartoryski palota (Sieniawa)
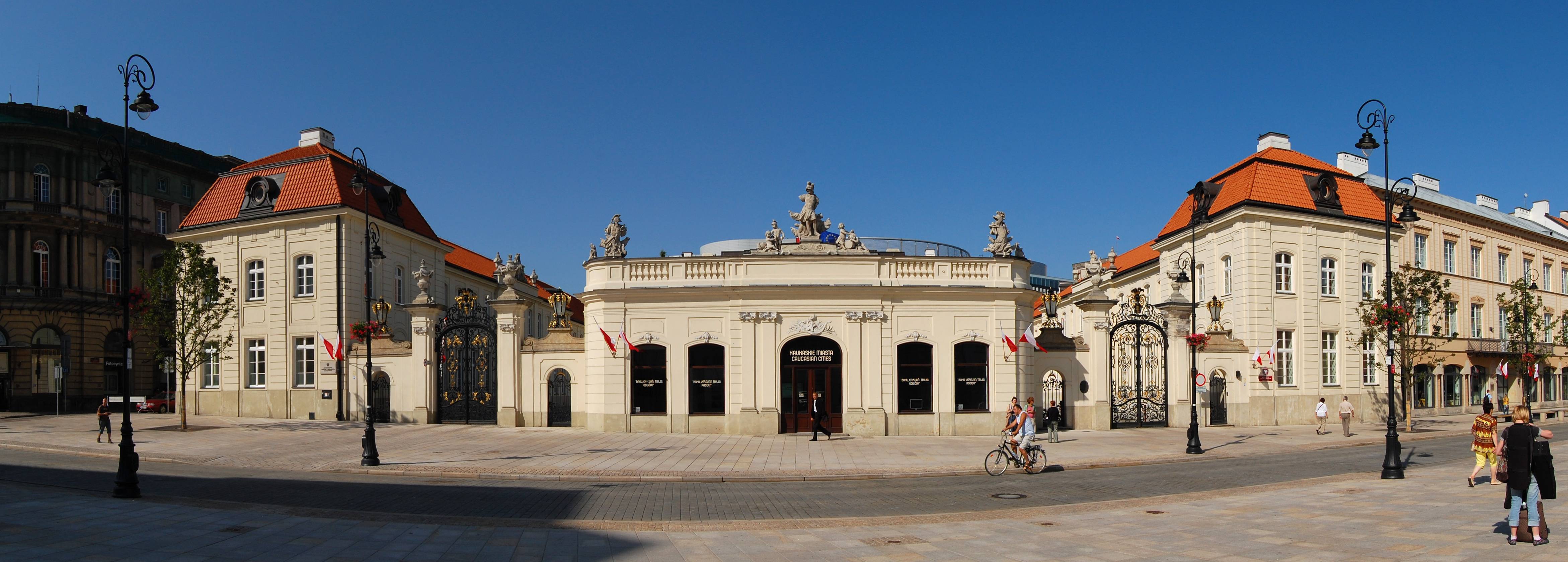
Potocki palota (Varsó)
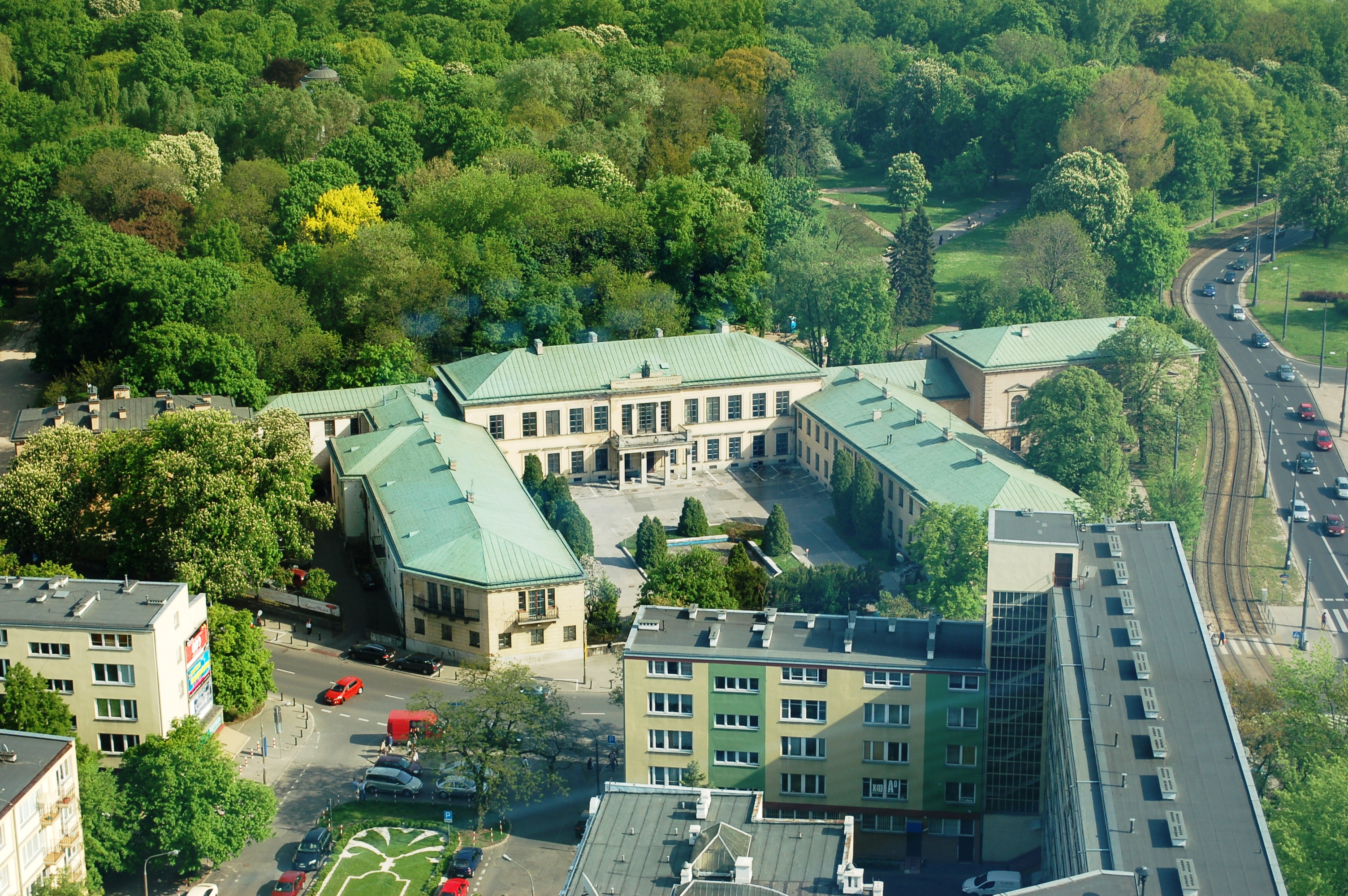
Kék palota (Varsó)

## Külső kapcsolatok
- Nizalowski, Attila: Lengyelekről, magyarokról és a zenéről, ami összeköt minket. Mandiner, 2019. (Hozzáférés: 2019. június 18.)

## Fordítás
- Ez a szócikk részben vagy egészben a Czartoryscy herbu Pogoń Litewska című lengyel Wikipédia-szócikk ezen változatának fordításán alapul.  Az eredeti cikk szerkesztőit annak laptörténete sorolja fel. Ez a jelzés csupán a megfogalmazás eredetét és a szerzői jogokat jelzi, nem szolgál a cikkben szereplő információk forrásmegjelöléseként.